# Стан Кърш
Стенли Бенджамин Кършенбаум (на английски: Stanley Benjamin Kirschenbaum; 15 юли 1968 – 11 януари 2020) е американски актьор. Известен е с ролята си на Ричи Райън в сериала „Шотландски боец“.
На 11 януари 2020 г. е открит мъртъв в дома си в Лос Анджелис. Причината за смъртта още не е ясна, но за момента се смята, че е самоубийство.